# Người Lampung
Người Lampung, thường được gọi là Ulun Lampung, là một nhóm dân tộc thiểu số sinh sống ở Lampung và một phần của tỉnh Nam Sumatra thuộc khu vực phía nam và trung tâm, bao gồm các khu vực như Martapura, Muaradua ở thượng lưu sông Komering, Kayu Agung, Tanjung Raja ở hạ lưu sông Komering, Merpas ở phía nam của tỉnh Bengkulu, cũng như Cikoneng ở bờ biển phía tây nam của tỉnh Banten, Indonesia.
Người Lampung nói tiếng Lampung, thuộc nhóm ngôn ngữ Lampung của ngữ tộc Malay-Polynesia thuộc ngữ hệ Austronesia, với ước tính có 1,5 triệu người nói.